# 松野ちか
松野 ちか（まつの ちか、本名：林 智加、旧姓：松野、1971年〈昭和46年〉1月6日 - ）は、日本の体操インストラクター。秋田県能代市出身。血液型はB型。夫は林光樹。X JAPANのYOSHIKIは義理の兄である（林光樹の兄）。2児の母。

## 来歴・人物
能代市立第一中学校時代から体操部に所属した。2年生の時に秋田市立御野場中学校に転校し、新体操部に所属した。秋田県立秋田北高等学校に進学後も引き続き新体操部に所属し、3年生の時にインターハイにて団体準優勝を果たす。その後、東京女子体育大学体育学部に進学し、卒業した。学生時代に新体操の選手として活動し、全日本新体操選手権大会、東日本学生新体操選手権大会などを団体で優勝した経験を持つ。
- 1990年、ワールドカップベルギー大会の団体戦に、日本代表で出場した。

- 1994年4月よりNHK教育テレビの「おかあさんといっしょ」の『トライ!トライ!トライ!』のおねえさん（2代目身体表現のおねえさん）に就任。番組で共演したうたのおにいさんは8代目の速水けんたろう、うたのおねえさんは17代目の茂森あゆみ、たいそうのおにいさんは10代目の佐藤弘道、他に当時「志ん輔ショー」のコーナーに出演していた落語家の古今亭志ん輔である。

- 1999年4月3日の放送をもって速水、茂森、志ん輔と共に番組を卒業した。在任期間は5年だった。

- 『おかあさんといっしょ』の卒業後は、主にカルチャースクールや体操教室等で体操インストラクターとして活動している。

- 1999年4月から2004年3月まで、キッズステーションや独立U局で放送された『けんたろうとミクのワイワイキッズ』で設けられたコーナー『ちかのワイワイリトミック』にレギュラー出演した。「おかあさんといっしょ」で5年間共演し、上記の通り1999年3月に共に番組を卒業した番組MCの速水と再び共演を果たした。また、2002年に開かれたワイワイキッズのコンサート、『ワイワイキッズフェスティバル 2002 かんしゃかんげきあめあられ』でも速水と共に出演した。

- 2003年8月、林光樹と結婚した。

## 出演

### テレビ番組
- 『おかあさんといっしょ』（1994年4月 - 1999年4月3日、NHK教育→NHK Eテレ）『トライ!トライ!トライ!』のおねえさん（2代目身体表現のおねえさん）

- 『けんたろうとミクのワイワイキッズ』（2002年 - 2003年頃、キッズステーション、サンテレビ他）『ちかのワイワイリトミック』コーナーに出演

## おかあさんといっしょ コンサート
| 公演   | タイトル                                                                | 出演者（一部を除く） |
| ------ | ----------------------------------------------------------------------- | --- |
| 1994年 | すてきなうた だいすき!                                                  | 速水けんたろう、茂森あゆみ、佐藤弘道、松野ちか みど、ふぁど、れっしー、空男 坂田おさむ、美咲あゆむ、飯田ミカ、小嶋信之、山岸隆弘 じゃじゃまる、ぴっころ、ぽろり |
| 1994年 | 世界のうた こんにちは                                                   | 速水けんたろう、茂森あゆみ、佐藤弘道、松野ちか みど、ふぁど、れっしー、空男 小嶋信之、山岸隆弘、クロイ・マリー・マクナマラ、ジョンジョン じゃじゃまる、ぴっころ、ぽろり |
| 1995年 | 野原がぼくらの遊園地                                                    | 速水けんたろう、茂森あゆみ、佐藤弘道、松野ちか みど、ふぁど、れっしー、空男、 かもめの郵便屋さん、カメダス、あひるファミリー |
| 1995年 | おはなし列車で行こう                                                    | 速水けんたろう、茂森あゆみ、佐藤弘道、松野ちか みど、ふぁど、れっしー、空男 小嶋信之、山岸隆弘、じゃじゃまる、ぴっころ、ぽろり |
| 1996年 | 音楽博士の楽しいコンサート                                              | 古今亭志ん輔、速水けんたろう、茂森あゆみ、佐藤弘道、松野ちか みど、ふぁど、れっしー、空男 |
| 1996年 | はるなつあきふゆミュージカル                                            | 古今亭志ん輔、速水けんたろう、茂森あゆみ、佐藤弘道、松野ちか みど、ふぁど、れっしー、空男 |
| 1997年 | お〜い! 〜音楽博士の楽しいコンサート2〜                                 | 古今亭志ん輔、速水けんたろう、茂森あゆみ、佐藤弘道、松野ちか みど、ふぁど、れっしー、空男 |
| 1997年 | あ・い・うーをさがせ!                                                   | 古今亭志ん輔、速水けんたろう、茂森あゆみ、佐藤弘道、松野ちか みど、ふぁど、れっしー、空男 じゃじゃまる、ぴっころ、ぽろり |
| 1998年 | 歌だ!ダンスだ!おまつりだ!                                               | ぴっころ、ぽろり |
| 1998年 | 〜夢のなか〜                                                            | 古今亭志ん輔、速水けんたろう、茂森あゆみ、佐藤弘道、松野ちか みど、ふぁど、れっしー、空男 |
| 1999年 | おかあさんといっしょとゆかいななかま 〜わくわく大行進〜                 | 古今亭志ん輔、速水けんたろう、茂森あゆみ、佐藤弘道、松野ちか みど、ふぁど、れっしー、空男 じゃじゃまる、ぴっころ、ぽろり ワンワン、かなちゃん クリス、メイ・パイカ、ペッパー・タイガー、エディ・エックス タップ、クラップ |
| 1999年 | いつまでもともだち                                                      | 杉田あきひろ、つのだりょうこ、佐藤弘道、タリキヨコ スプー、みど、ふぁど、れっしー、空男 速水けんたろう、茂森あゆみ、松野ちか |
| 1999年 | テレビタイムファミリーステージ99                                        | 杉田あきひろ、つのだりょうこ、佐藤弘道、タリキヨコ スプー、みど、ふぁど、れっしー、空男 古今亭志ん輔、坂田おさむ、神崎ゆう子 速水けんたろう、茂森あゆみ、松野ちか ワンワン、りなちゃん、くぅ、かなちゃん クリス、戸田ダリオ、王健 エディ・エックス、ペッパー・タイガー、メイ・パイカ 秋田きよ美、平田実音、ワクワクさん、ゴロリ |
| 2002年 | ぐ〜チョコランタンとゆかいな仲間の大行進 〜ドーム・夢のわんパーク広場〜 | 坂田おさむ、瀧本瞳、松野ちか、輪島直幸 ミーオ、ダリオ、ひなたおさむ、かまだみき、恵畑ゆう スプー、アネム、ズズ、ジャコビ、どーもくん |

## ビデオ
- おかあさんといっしょ（ポニーキャニオン）

- 『ワイワイキッズフェスティバルかんしゃかんげきあめあられ』（2002年、ポニーキャニオン）

- 『大高輝美のフェルコットアニメ あいうえお』（ポニーキャニオン）

- 『ちかおねえさんとキッズパラパラ』（ポニーキャニオン）

- 『ちかのワイワイリトミック!』（ポニーキャニオン）